# Omloop Het Nieuwsblad 2017
72. edycja wyścigu kolarskiego Omloop Het Nieuwsblad odbyła się w dniu 25 lutego 2017 roku i liczyła 198,3 km. Start wyścigu oraz meta miały miejsce w Gandawie. Wyścig figurował w rankingu światowym UCI World Tour 2017.

## Uczestnicy
Na starcie tego klasycznego wyścigu stanęło 25 zawodowych ekip, piętnaście drużyn jeżdżących w UCI World Tour 2017 i dziesięć profesjonalnych zespołów zaproszonych przez organizatorów z tzw. "dziką kartą".
| Numery  | Kod | Drużyna              |
| ------- | --- | -------------------- |
| 1-8     | BMC | BMC Racing Team      |
| 11-18   | BOH | Bora-Hansgrohe       |
| 21-28   | QST | Quick-Step Floors    |
| 31-38   | LTS | Lotto Soudal         |
| 41-48   | CDT | Cannondale-Drapac    |
| 51-58   | AST | Astana Pro Team      |
| 61-68   | TBM | Bahrain-Merida       |
| 71-78   | FDJ | FDJ                  |
| 81-88   | ORS | Orica-Scott          |
| 91-98   | KAT | Team Katusha-Alpecin |
| 101-108 | TLJ | Team LottoNL-Jumbo   |
| 111-118 | SUN | Team Sunweb          |
| 121-128 | TFS | Trek-Segafredo       |

| Numery  | Kod | Drużyna                      |
| ------- | --- | ---------------------------- |
| 131-138 | SKY | Team Sky                     |
| 141-148 | ALM | Ag2r-La Mondiale             |
| 151-158 | SVB | Sport Vlaanderen–Baloise     |
| 161-168 | WGG | Wanty-Groupe Gobert          |
| 171-178 | WVA | WB-Veranclassic-Aqua Protect |
| 181-188 | VWC | Verandas Willems-Crelan      |
| 191-198 | RNL | Roompot-Nederlandse Loterij  |
| 201-208 | FVC | Fortuneo-Vital Concept       |
| 211-218 | DEN | Direct Énergie               |
| 221-228 | COF | Cofidis                      |
| 231-238 | ICA | Israel Cycling Academy       |
| 241-248 | ABS | Aqua Blue Sport              |

## Klasyfikacja generalna
| M-ce | Imię i nazwisko   | Kraj            | Drużyna           | Czas       |
| ---- | ----------------- | --------------- | ----------------- | ---------- |
| 1.   | Greg Van Avermaet | Belgia          | BMC Racing Team   | 4h 48' 04" |
| 2.   | Peter Sagan       | Słowacja        | Bora-Hansgrohe    | + 0"       |
| 3.   | Sep Vanmarcke     | Belgia          | Cannondale-Drapac | + 0"       |
| 4.   | Fabio Felline     | Włochy          | Trek-Segafredo    | + 44"      |
| 5.   | Oscar Gatto       | Włochy          | Astana Pro Team   | + 50"      |
| 6.   | Luke Rowe         | Wielka Brytania | Team Sky          | + 50"      |
| 7.   | Oliver Naesen     | Belgia          | Ag2r-La Mondiale  | + 50"      |
| 8.   | Jasper Stuyven    | Belgia          | Trek-Segafredo    | + 50"      |
| 9.   | Matteo Trentin    | Włochy          | Quick-Step Floors | + 54"      |
| 10.  | Adrien Petit      | Francja         | Direct Énergie    | + 57"      |
|      |                   |                 |                   |            |
| 75.  | Maciej Bodnar     | Polska          | Bora-Hansgrohe    | + 7' 49"   |
| 101. | Łukasz Wiśniowski | Polska          | Team Sky          | + 11' 37"  |
| -    | Michał Gołaś      | Polska          | Team Sky          | DNF        |